# Oratorio di San Sebastiano (Lugano)
L'oratorio di San Sebastiano è situato a  Breganzona, quartiere di Lugano. 

## Storia
L'oratorio fu consacrato nel 1595; fu ampliato nel 1643, in stile barocco e nuovamente 1719; l'ultimo restauro risale al 1960-1961.

## Descrizione
L'edificio è a pianta rettangolare; nella  navata unica a tre campate coperte con volta a botte è esposta la tela coi Santi Carlo Borromeo e Giovanni Battista al cospetto della Madonna, opera della prima metà del secolo XVII.  Il coro è coperto con volta a crociera e ospita un altare in stucco del XVIII secolo, con la pala dei Santi Sebastiano e Rocco, del 1714, e due oli su tela di  Giuseppe Antonio Petrini con le Sante Lucia ed Apollonia e Sant'Antonio abate. 
La cappella laterale della Madonna del Carmelo, edificata nel 1643, custodisce un olio su tela con la Madonna che dona lo scapolare ai santi Simone Stock e Caterina da Siena.